# Смитт, Фредрик Адам
Фре́дрик А́дам Смитт (швед. Fredrik Adam Smitt; 9 мая 1839 — 19 февраля 1904, Стокгольм) — шведский зоолог, доктор философии.
Смитт учился в Лунде и Уппсале, где стал доктором философии в 1863 году. В 1861 и 1868 годах он участвовал в шведских экспедициях на остров Шпицберген. С 1871 года куратор отдела позвоночных в Музее естественной истории. С 1875 года член Шведской королевской академии наук. С 1879 года он преподавал зоологию в Стокгольмском университете. Учёный скончался в возрасте 64 лет в Стокгольме

## Труды
- A history of Scandinavian fishes (1892)